# Štorje
Štorje – wieś w Słowenii, w gminie Sežana. W 2018 roku liczyła 342 mieszkańców.